# 二(三苯基锡基)硫
二(三苯基锡基)硫是一种有机锡化合物，化学式为C36H30SSn2，或简写为(Ph3Sn)2S。它可由三苯基氯化锡和硫化钠反应制得。在六羰基钼存在下，三苯基氢化锡和二甲基硫代甲酰胺反应，也能得到二(三苯基锡基)硫。它可用于将羰基化合物转化为相应的硫羰基化合物。